# 青岛邮轮母港
青岛邮轮母港是中华人民共和国山东省青岛市的邮轮母港，为全国12个重点发展的沿海邮轮始发港之一。2015年5月29日，正式投入使用。

## 位置范围
青岛邮轮母港位于胶州湾东岸，青岛市市北区即墨路街道新疆路西侧，青岛港大港港区中港池内。启动区占地35公顷，总建筑面积约50万平方米，投资约50亿元。

## 邮轮泊位
青岛邮轮母港岸线总长度966米，现有3个邮轮泊位。其中码头长度490米，陆域纵深95米，吃水-13.5米大型邮轮泊位1个，可停靠目前世界上最大的22.5吨级“海洋绿洲号”和“海洋魅力号”邮轮；码头长度约476米，吃水-8.0米的中小型邮轮泊位2个。

## 客运中心
青岛邮轮母港客运中心规划年游客吞吐量150万人次，项目总投资额108941万元，工程造价61400万元。主体建筑为地上3层框架结构，由17根钢框架构成，总建筑面积59919.59平方米，建筑高度23米，长338米，宽96米，空间最大跨度60米。建筑整体造型设计取意“风帆”，以寓青岛“帆船之都”的城市主题，同时采用了单元化拼接的方式，以表现一种理性可生长的状态。
主要建筑功能为联检大厅和登船廊桥。联检大厅一层主要为架空交通空间，包括社会车辆与出租车辆的上下客区、大客车停靠区、社会车辆停车场；二层主要为乘客通关空间，包括安检、边检、检验检疫、行李托运等多个区域；三层主要为观景平台；二层及三层均局部设置公共室外露台及平台配套商业，销售纪念品、特色商品、免税品、旅行及度假产品，另可提供餐饮娱乐、铁路与航空客票代理、旅客个人及团体签证代理、货币兑换等服务。登船廊桥，沿码头面展开，可以实现与不同泊位的连接。

## 出境监管
青岛邮轮母港通关大厅设置安检口24个，实行国际通用的开放式出境监管方式，即在托运行李办票窗口设置海关申报台，方便旅客提前办理行李托运手续，实现物流与客流分离通关。海关旅检通道长37米、宽30米，通过活动物理隔离，应对单船进出境、双船进境、双船出境等不同情况，最高通关能力3000~4000人次/小时。青岛大港海关除常规通关验放模式外，辅以船边监管、随船监管等措施，实现邮轮“零待时”通关。

## 航次航线
青岛邮轮母港有5月29日、6月3日、7月10日、7月15日、9月10日（计划）、9月15日（计划）等8个邮轮航次。
首航为2015年5月29日的“新世纪”号，航经日本长崎、福冈。